# Рогово-Майонтек
Рогово-Майонтек (пол. Rogowo-Majątek) — село в Польщі, у гміні Хорощ Білостоцького повіту Підляського воєводства.
У 1975-1998 роках село належало до Білостоцького воєводства.